# Пермская улица (Москва)
Пе́рмская у́лица — улица, расположенная в Восточном административном округе города Москвы на территории района Метрогородок.

## История
Улица получила своё название 9 января 1986 года по городу Пермь в связи с расположением на северо-востоке Москвы. Ранее — Проектируемый проезд № 862.

## Расположение
Пермская улица проходит от Лосиноостровской улицы (вблизи её примыкания к Открытому шоссе) на запад, делает коленообразный изгиб на юго-запад и затем снова на запад, проходит до путей Малого кольца Московской железной дороги, поворачивает на север и проходит до Лосиноостровской улицы, за которой продолжается как Бумажная просека. Нумерация домов начинается от Открытого шоссе.

## Примечательные здания и сооружения
По нечётной стороне:
- Вл. 1 — Комбинат Колосс (производство чипсов) ПАО «Русский продукт»
- Вл. 3 — Черкизовский молочный завод
- Вл. 5 — Черкизовский мясоперерабатывающий завод
- Вл. 11 — АО «Природа и школа»

По чётной стороне:

## Транспорт

### Автобус
- 627: от Бумажной просеки до Лосиноостровской улицы

### Метро
- Станция метро «Бульвар Рокоссовского» Сокольнической линии — южнее улицы, на пересечении Открытого шоссе с Ивантеевской улицей и Тюменским проездом

### Железнодорожный транспорт
- Станция МЦК «Бульвар Рокоссовского» — южнее улицы, на пересечении Открытого шоссе с Ивантеевской улицей и Тюменским проездом